# Ohio Wesleyan University

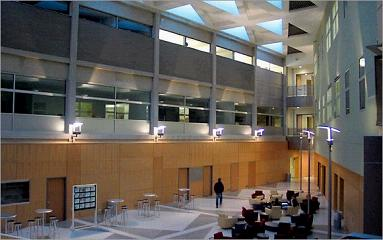
Interiér univerzity

Ohio Wesleyan University je soukromá univerzita ve městě Delaware v americkém státě Ohio. Byla založena v roce 1842 a je třetí nejstarší institucí pro vyšší vzdělávání v tomto americkém státě. Ohio Wesleyan University je členem Ohio Five League.
Univerzita má 160 zaměstnanců a 1950 studentů. Její kampus zabírá plochu 1,1 km².
Jejím prvním mecenášem byl Adam Poe.

## Významní absolventi
- Lucy Webb Hayesová – první 1. dáma USA, která dosáhla univerzitního vzdělání
- Sherwood Rowland – nositel Nobelovy ceny za chemii